# Divisione Garibaldi "Arno"
La Divisione Garibaldi "Arno" fu una divisione partigiana che operò nel fiorentino nell'estate del 1944. Cambiò il nome in Divisione Garibaldi "Potente" il 9 agosto 1944 dopo la morte del suo comandante Aligi Barducci detto appunto "Potente".

## Costituzione e attività
La Divisione viene costituita Il 6 luglio 1944, per la volontà dei comandi partigiani che, dopo alcune dure battaglie come Pian d'Albero e Cetica, si convinsero di dover costituire formazioni partigiane maggiormente organizzate e strutturate. La divisione prese corpo da quattro Brigate: la "Bruno Fanciullacci" attiva su Monte Morello, la 10° "Caiani" attiva su Monte Giovi, la 22° "Lanciotto" sul Pratomagno e la 22° bis "Vittorio Sinigaglia" sui Monti Scalari e S. Michele. Successivamente si formeranno altre due brigate: la 6° "Lavacchini" e la "Gramsci". Operò inquadrata nella Divisione anche la Brigata "Buozzi", composta da socialisti. Nel complesso la Divisione contava circa 2.400 combattenti. Circa 250 saranno i caduti.
Il comando venne affidato proprio ad Aligi Barducci, già comandante della Brigata 22° «Lanciotto»,  il commissario politico fu Danilo Dolfi, "Giobbe". La Divisione fu protagonista di numerose azioni di guerra, e di una continua opera d'assistenza nei confronti delle popolazioni locali. Con l'avvicinarsi del fronte la divisione "Arno" decise di avanzare su Firenze e di essere protagonista della sua liberazione.
Il 4 agosto 1944 i partigiani della 22ª bis "Sinigaglia" entrarono a Firenze da Porta Romana. La Divisione Arno si attestò in Oltrarno facendo opera di ripulitura del quartiere dai cecchini appostati sui palazzi. L'8 agosto il comandante "Potente" fu colpito dalla scheggia di una granata nemica nei pressi del distretto militare di piazza Santo Spirito. Aligi morì il giorno dopo e da allora la Divisione prese il nome di "Potente".
L'11 agosto la Divisione "Potente" avviò la Liberazione della città, attraversando l'Arno, nonostante i tedeschi pochi giorni prima avessero distrutto i ponti (escluso Ponte Vecchio). Nella battaglia furono affiancati dalle Brigate Rosselli, organizzate da Giustizia e Libertà e da truppe Britanniche arrivate contemporaneamente a Firenze. Firenze fu così la prima città italiana a liberarsi grazie all'apporto indispensabile dei partigiani. E per questo venne insignita della Medaglia d'oro al valor militare.
La mattina del 7 settembre nella Fortezza da Basso le formazioni partigiane con una cerimonia pubblica si congedarono, deponendo le armi al comando britannico. I partigiani, ricorda Orazio Barbieri, faticano a contenere l'amarezza per dover abbandonare la lotta partigiana. Finita la cerimonia si dirigono nella nuova sede del Partito comunista dove a loro parla Giuseppe Rossi indicando i nuovi compiti di ricostruzione per una nuova Italia.